# Earl Wilson (jornalista)
Harvey Earl Wilson (Rockford, 3 de maio de 1907 — Yonkers, 16 de janeiro de 1987) foi um jornalista, colunista social do show business novaiorquino e escritor estadunidense.
Por quatro décadas sua coluna "It Happened Last Night" (Aconteceu noite passada) foi distribuída nacionalmente pelo Syndicate.

## Biografia
Harvey Earl Wilson nasceu em uma família de agricultores de Rockford, Ohio; enquanto estava no colegial conseguiu um emprego de 15 dólares por semana como editor de esportes de um jornal diário local, o The Piqua Daily Call; mais tarde formou-se em jornalismo pela Universidade Estadual de Ohio e trabalhou para jornais em Columbus e Akron, e para o serviço de jornalismo News International antes de se transferir para The Washington Post.
Em 1935 mudou-se para Nova York com ajuda de sua ex-colega no The Ohio State Lantern, Ruth McKenney, passando a trabalhar para o The New York Post; algum tempo depois ganhou fama com seu livro "My Sister Eileen" - um de seus inúmeros livros, a maioria deles baseados naquilo que publicava em suas colunas; McKenney o hospedara numa pensão nas imediações do Washington Square Park, onde ele conheceu sua futura esposa e companheira de pesquisas noturnas, Rosemary Lyons, uma secretária então, com quem veio a ter um filho, Earl Jr.
Wilson começou sua coluna It Happened Last Night em 1942; ele passava boa parte das noites rondando os nightclubs, bares e outros pontos da Broadway em busca de novidades para divulgar na coluna onde os leitores procuravam - e encontravam - revelações sobre as estrelas do teatro e do cinema, até quando se aposentou em 1983.
Sua coluna foi distribuída para 175 jornais, e conseguiu se manter com sucesso numa época em que muitos de seus rivais perdiam leitores; ele também manteve, por muitos anos, um programa de rádio e, em 1957, comandou um quadro no The Tonight Show.
Sua rotina diária de trabalho começava às 18 h, quando telefonava para várias fontes e analisava relatórios de seus assistentes; às 20 h seu ritmo acelerava quando saía, quase sempre em companhia da esposa Rosemary (a quem chamava "B.W." em suas narrativas, abreviação de Beautiful Wife - bela esposa), para jantar nalgum restaurante badalado e juntos faziam a ronda dos pontos noturnos até as 2 ou 3 h da madrugada, quando então voltavam para casa e ele ia à máquina de escrever, para acordar no dia seguinte ao fim da manhã.
Sofrendo do mal de Parkinson por muitos anos, Wilson fora internado com pneumonia em 14 de dezembro de 1986; perdeu a esposa em fevereiro de 1987; no hospital St. Joseph's Medical Center ele sofrera um acidente vascular cerebral e veio a falecer mais tarde, aos 79 anos, de causas não reveladas.

## Carnaval carioca de 1961
Wilson veio ao Rio de Janeiro no carnaval de 1961, junto à sua "B.W."; a narrativa que publicou na sua coluna It Happened Last Night mostra não somente a visão de um estrangeiro no Brasil, mas as coisas que aconteciam nos bastidores.
Um dos fatos que narrou foi do empresário teatral Billy Rose, que viera com sua ex-esposa Joyce Mattews para a comemoração, integrando o grupo de astros e estrelas do show business convidados de Jorge Guinle; numa das festas um rapaz brasileiro jogara lança-perfume no rosto do milionário e ele devolveu jogando água na cara do desafeto - no dia seguinte Joyce estava com o rapaz, para a infelicidade de Rose.
Ele relatou que as manchetes locais chamavam de "Carnaval de Sangue" pois durante as quatro noites da folia tinham ocorrido 13 assassinatos; mas que mesmo um ladrão assaltara sorrindo a sua vítima, dentro de uma contagiante máxima que a todos parecia contagiar: "ser feliz" - em que ele e sua B.W. vivenciaram tudo em dobro, assistindo "milhares e milhares de brasileiros sambando em cima das mesas, em cadeiras, nas varandas, nas ruas e, até, nas pistas de dança.".
"Bebiam... Inalavam perfumes embebidos em lenços (apesar de ser ilegal)... Faziam amor... esqueciam os problemas do resto do ano em uma muito grande farra" - registrou - "Baby Pignatari e sua noiva estavam felizes em meio à multidão dançando... Jean-Pierre Aumont dançou com Marisa Pavan... Mas você não precisa ter um parceiro", dizia, completando que uma moça passara horas a fio dançando sozinha sobre uma mesa, vestida num collant, devendo ter perdido 15 libras no calor do meio do verão carioca.
Mas o Brasil não tem tudo, assinalava, pois no país não tinha os donuts estadunidenses; e noticiava que o empresário Harold Aronson descobrira essa carência e prometia trazê-los ao país; Ele assim conclui sua matéria sobre o carnaval brasileiro:
"As duas primeiras noites pareciam loucura, mas na terceira - talvez por respirar o éter que havia no ar, pensamos: 'por que não podemos fazer isso quando voltarmos a Nova York, ou Newark, ou Chicago, ou Los Angeles, ou em qualquer lugar?
Nova Orleans, Honolulu, Miami Beach e San Antonio deveriam mandar espiões para cá.
Que atração turística! Cada assento no voo da Varig que veio estava ocupado. O famoso hotel dos Guinle, Copacabana Palace estava tão congestionado que o jovem Jorge Guinle dificilmente conseguiria uma mesa para 18."